# Салопаткина
Салопаткина — деревня в Пышминском городском округе Свердловской области России.

## Географическое положение
Деревня Салопаткина расположена в 12 километрах (по дорогам в 16 километрах) к западу-северо-западу от посёлка Пышма, на обоих берегах реки Казанки — правого притока Юрмача (бассейн реки Пышмы). Северо-западнее Салапаткиной находится деревня Заречная.

## Население
| 2002 | 2010 | 2021 |
| ---- | ---- | ---- |
| 4    | ↘3   | ↘1   |